# Президентство Віктора Януковича
Президентство Віктора Януковича — правління четвертого Президента України. Ним став Віктор Янукович, який переміг на виборах президента 17 січня, інавгурація пройшла 25 лютого 2010-го. Єдиний президент України, який достроково самоусунувся від влади та чия політика спричинила Революцію гідності, а також перший, хто відкрито сприяв іноземній інтервенції в Україну, спричинивши початок Російської збройної агресії. Також єдиний, перспектива обрання якого спричинила «Майдан».

## Кандидат у президенти

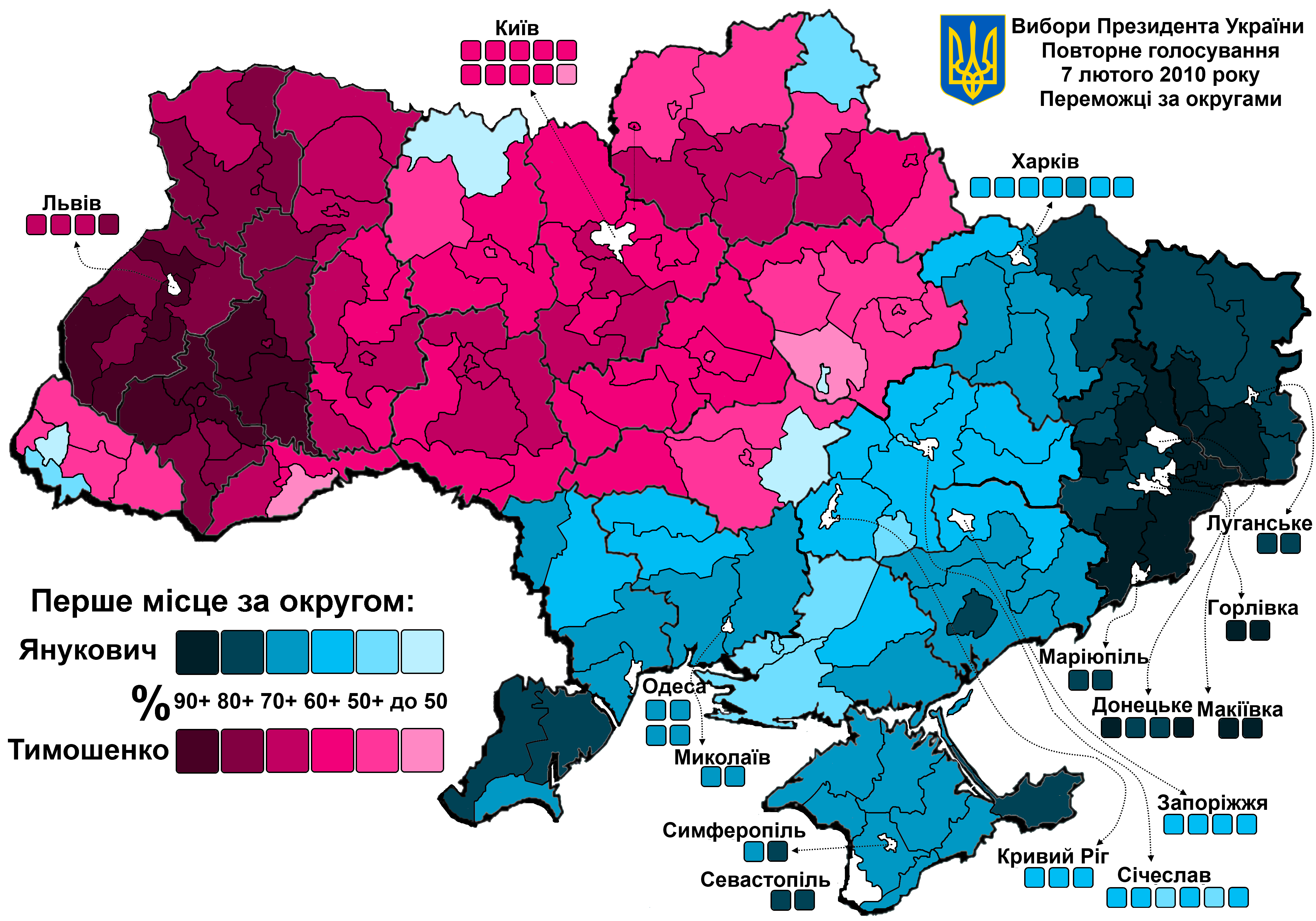
Результати виборів Президента 2010 року. Синім показано регіони, де перевагу отримав Янукович.

У першому турі виборів найбільшу кількість голосів набрав Віктор Янукович — 8 686 751 (35.32 %), друге місце посіла Юлія Тимошенко — 6 159 829 (25.05 %). Ці два кандидати вийшли до другого туру виборів.
У другому турі виборів за результатами обробки 100,00 % протоколів перемагає лідер опозиції Віктор Янукович — 48,95 % (12 481 266 голосів); Юлія Тимошенко відстає на 3,48 відсотки — 45,47 % (11 593 357 голосів). Проти обох кандидатів проголосувало 4,36 % громадян[недоступне посилання]. Визнаних недійсними виборчих бюлетенів — 1,19 %. Зросла в порівнянні з першим туром активність виборців — 69,15 % (66,76 % у першому турі).
Не дочекавшись офіційних результатів, Януковича з перемогою привітали президенти Росії, Латвії, Естонії, США, Польщі, ЄС, Грузії, Німеччини, Франції, прем'єр Туреччини, Патріарх Кирило тощо. Першим привітав кандидата Олександр Мороз.
14 лютого 2010 року ЦВК оголосила офіційні результати виборів президента України, згідно з якими лідер Партії регіонів Віктор Янукович переміг і став наступним президентом країни.
17 лютого Вищий адміністративний суд України призупинив рішення ЦВК про визнання Януковича президентом України в забезпечення позову Юлії Тимошенко про скасування підсумків другого туру виборів. Суд не задовольнив клопотання Тимошенко заборонити Януковичу складати присягу президента на урочистому засіданні Верховної Ради.
19 лютого Верховна Рада достроково припинила повноваження народного депутата Віктора Януковича у зв'язку з особистою заявою про складання депутатських повноважень. За постанову проголосували 242 депутати з 428 зареєстрованих в залі.
20 лютого ВАСУ відновив дію протоколу Центральної виборчої комісії про результати повторного голосування з виборів Президента України 7 лютого.
|                                             |  |                                              |  |
| Президентські вибори 2010 (Янукович, І тур) |  | Президентські вибори 2010 (Янукович, ІІ тур) |  |

## Діяльність на посаді президента України

### Інавгурація
Верховна Рада України встановила дату інавгурації 16 лютого 2010 р. Віктор Ющенко підписав указ, затвердивши план заходів, пов'язаних з інавгурацією Януковича, 20 лютого, і побажав йому «відстоювати українські інтереси і захищати демократичну традицію» на президентському посту. Тоді ж Блок Юлії Тимошенко заявив, що вони не будуть присутні на події. Інавгурація четвертого Президента України відбулася 25 лютого 2010-го. Патріарх Кирило, Московський і всієї Русі, на запрошення Януковича провів державну молитвенну службу в Києво-Печерській Лаврі. Також були присутні на інавгурації Верховний представник з питань спільної зовнішньої та безпекової політики Кетрін Ештон, радник США з національної безпеки Джонс Джеймс Логан і спікер Думи Борис Гризлов. Віктор Ющенко, прем'єр-міністр Юлія Тимошенко та її партія церемонію проігнорували.

### Внутрішня політика

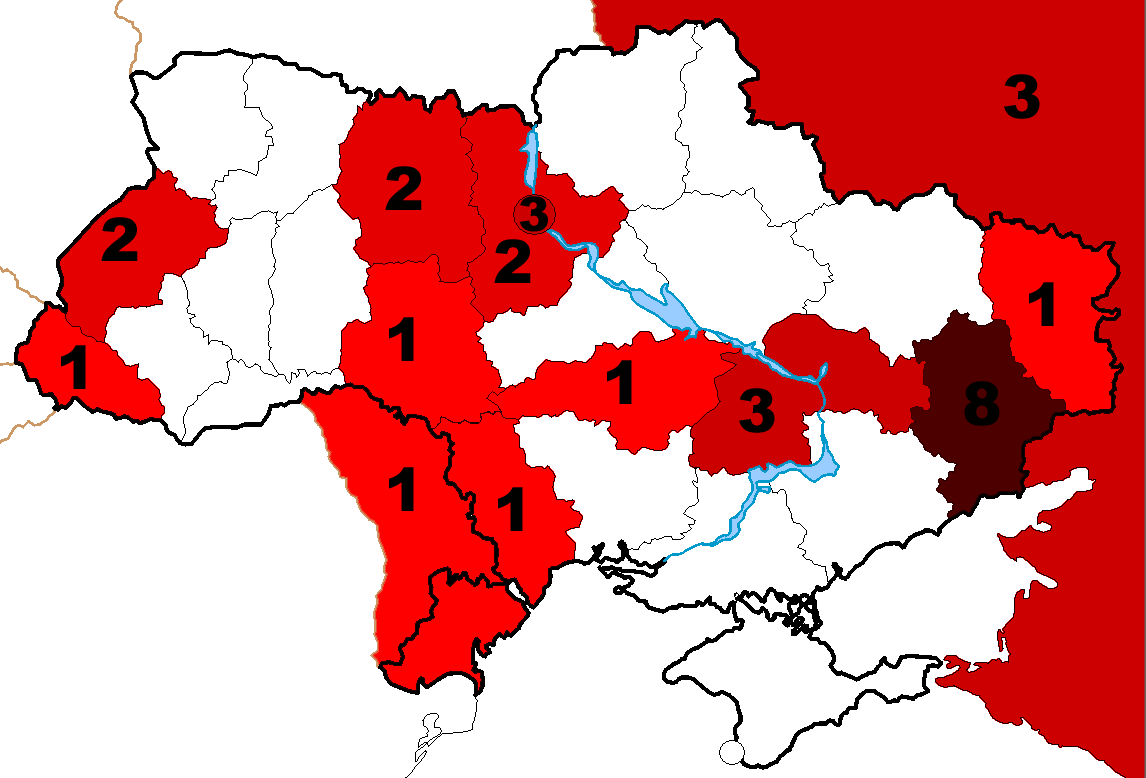
Розподіл членів першого уряду Миколи Азарова за походженням.

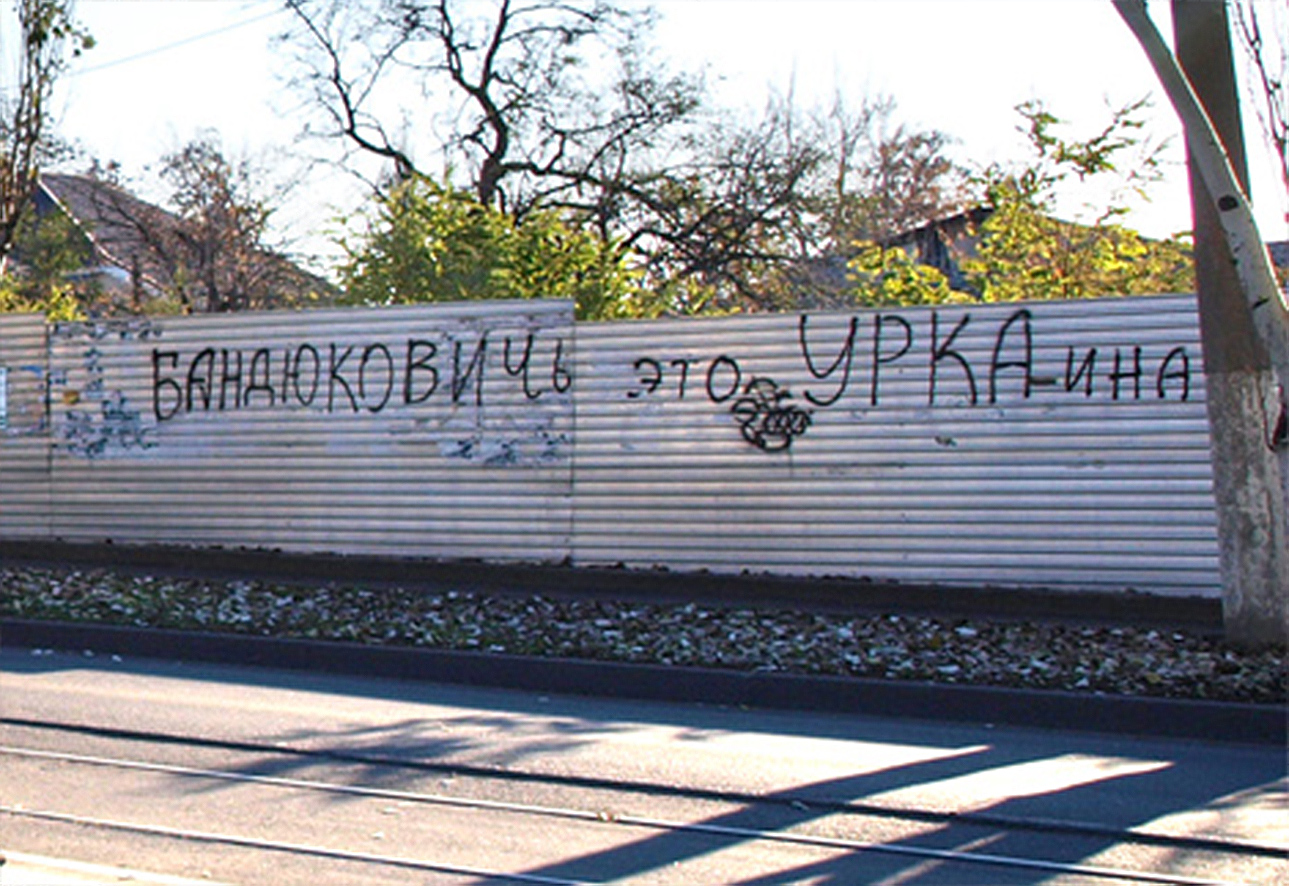
Антипрезидентські надписи в Луганську уздовж 7-мої лінії, листопад 2011

Першим указом Віктора Януковича на посаді Президента України стало скорочення робочого штату і витрат на утримання Секретаріату Президента на 20 %. Цим же указом він повернув Секретаріату Президента його попередню назву — Адміністрація Президента України. Незважаючи на таке скорочення штату видатки на Держуправління справами при Президенті в 2011-му зросли на 400 млн грн., а сам Янукович потрапив на третє місце в світі за витратами на президента країни.
3 березня 2010 р. Янукович призупинив своє членство в Партії регіонів, яку очолював майже сім років до обрання главою держави, i поклав обов'язки лідера партії i парламентської фракції на Миколу Азарова.
Формування парламентської коаліції «Стабільність та реформи». Після президентської кампанії у Верховній Раді сформовано парламентську коаліцію «Стабільність і реформи».
Кадрові зміни держапарату. Відновлення управлінської «вертикалі». Масштаби кадрових змін на всіх рівнях структур державного апарату після обрання Віктора Януковича на посаду Президента України перевершили «кадрові чистки», що відбувались після Помаранчевої революції й активно критикувались самим Януковичем. На більшість керівних посад у державі призначалися вихідці з Донбасу. Колишній співдоповідач Парламентської асамблеї Ради Європи по Україні Ханне Северінсен так прокоментувала формування влади Януковичем у перші два місяці каденції: 
|  | Я дуже занепокоєна. Я завжди знала, що в Україні вразлива демократія. Але я навіть не уявляла, що за два місяці, відколи працює новий Президент, — він використав їх для того, щоб підібрати під себе уряд, скасувати результати виборів 2007 року, повністю підкорити собі Вищу раду юстиції, Верховний Суд, СБУ і навіть парламент |

Деякі експерти вважають, що незаперечним досягненням нової владної команди є стабілізація політичної системи України. Разом з тим вони додають, що так і не вдалося втілити в життя гасло про «уряд професіоналів». Кабінет міністрів Миколи Азарова формувався за попереднім квотним принципом, проте з яскраво вираженим «регіональним присмаком» (за деякими підрахунками, більше третини складу чинного уряду — вихідці з Донецького регіону). Експерти мають думку, що, напевно, головними вимогами до кандидатів на високі посади були особиста відданість Віктору Януковичу, ефективна участь у президентській виборчій кампанії..
Утворення консультативно-дорадчих органів при Президентові України. Їхня діяльність. Указом від 26 лютого 2010 р. Віктор Янукович утворив Комітет з економічних реформ, секретарем якого призначив Ірину Акімову, указом від 26 лютого 2010-го — Національний антикорупційний комітет, указом від 9 квітня 2010 р. — Раду регіонів, як консультаційно-дорадчого органу при Президентові України з метою забезпечення взаємодії центральних органів влади та місцевого самоврядування.
Однак Рада регіонів так і не запрацювала ефективно. Політолог Костянтин Матвієнко вважає що цей орган створено для демонстрацій перед телекамерами, що Президент реально управляє державою.
26 лютого 2010 р. Віктор Янукович підписав указ про утворення Національного антикорупційного комітету, однією з цілей якого є кардинальне покращення ситуації у сфері боротьби з корупцією в Україні. Слід відмітити, що Україна в індексі сприйняття корупції опустилася зі 134 місця в 2010 році на 152 місце в 2011 році.

#### Конституційний переворот та узурпація влади
В жовтні 2010 року Конституційний суд визнав неконституційним Закон «Про внесення змін до Конституції України» від 8 грудня 2004 року № 2222-IV (політреформу 2004 року) у зв'язку з порушенням процедури його розгляду і ухвалення і відновив дію Конституції України 1996 року.. Таким чином, Янукович через кишеньковий Конституційний суд змінив форму правління в Україні, повернувши її від парламентсько-президентської знову до президентсько-парламентської, всупереч Конституції, яка чітко дає такі повноваження лише Верховній Раді. Після цього рішення КСУ повноваження Президента значно розширились. Ці дії були розцінені Генеральною прокуратурою в 2017 році як держпереворот та незаконне захоплення влади.
30 листопада 2010 р. Янукович наклав вето на Податковий кодекс, затверджений Верховною Радою та прийнятий урядом Азарова, що призвів до мітингів по всій Україні (одного з найбільших протестів з часів Помаранчевої революції). Виправлений варіант документа підписаний Президентом 3 грудня 2010-го.
27 січня 2011 р. у Давосі на «Всесвітньому економічному форумі» Віктор Янукович заявив про започаткування 21 реформи у різних сферах життєдіяльності України та зауважив: «В питанні розвитку демократії Україна є одним з лідерів східної Європи. Я б сказав навіть — однією з центральних країн».
1 жовтня 2011 р. набрав чинності Закон «Про заходи щодо законодавчого забезпечення реформування пенсійної системи», підписаний Віктором Януковичем 9 вересня 2011-го.
17 січня 2013 р. Янукович визнав провал більшості реформ своєї команди і звинуватив Миколу Азарова в саботажі.

### Зовнішня політика

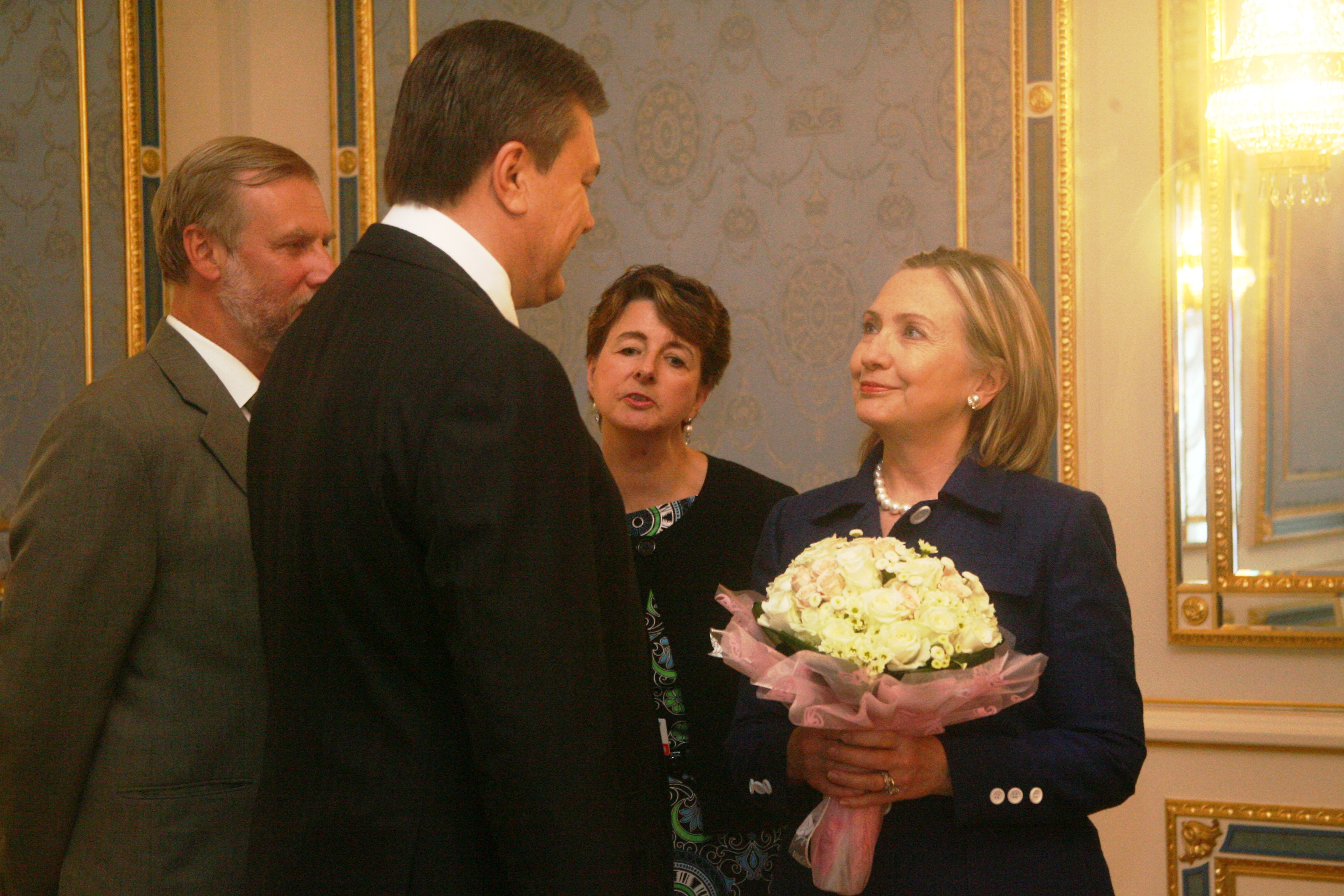
Державний секретар США Гілларі Клінтон вітає Януковича в Києві, Україна. 2 липня 2010 р.

Свій перший закордонний візит Віктор Янукович здійснив до Брюсселя, де зустрівся з президентом ЄС Германом Ван Ромпеєм. Серед конкретних пріоритетів були відзначені перспективи запровадження безвізового режиму, створення зони вільної торгівлі, підтримка з боку Євросоюзу подолання наслідків фінансово-економічної кризи в Україні.
4 червня 2010 р. Янукович повідомив, що Україна не визнає незалежність Абхазії і Південної Осетії. Він нагадав про існування в світі низки міжнародних угод, якими закріплено територіальну цілісність країн і зазначив, що ніколи не виступав за порушення цих документів: «Я ніде і ніколи не заявляв про визнання Південної Осетії та Абхазії».

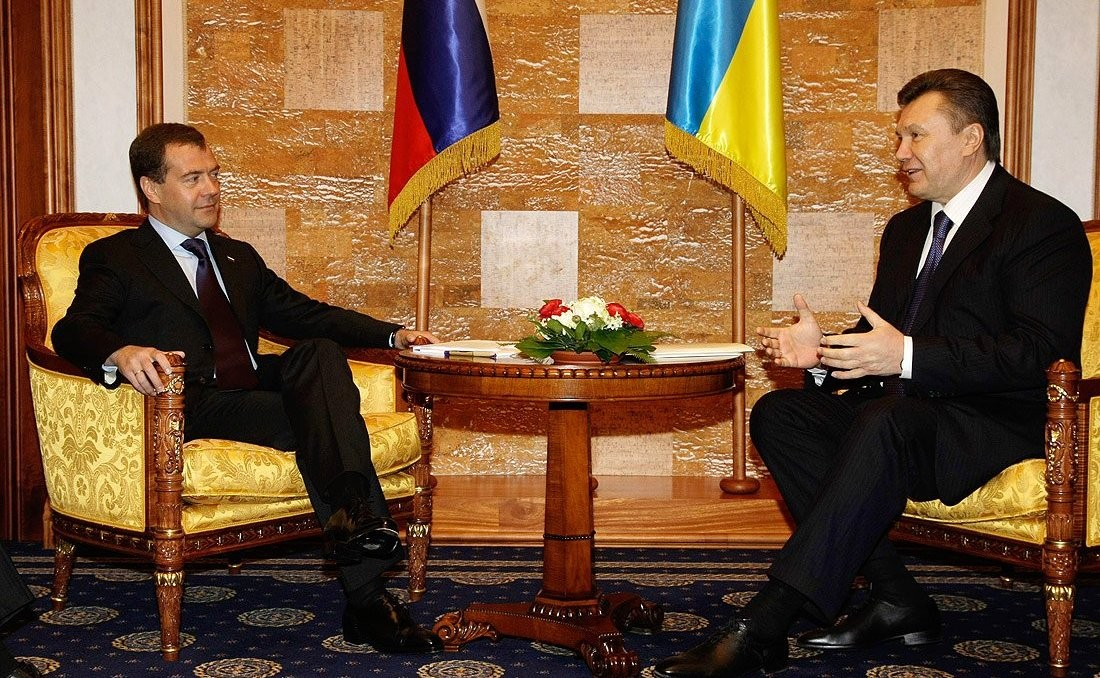
Зустріч з президентом Росії Дмитром Медведєвим у Харкові 21 квітня 2010 року

Підписання угоди про подовження терміну перебування ЧФ РФ на території України. 21 квітня 2010 р., без попереднього суспільного обговорення, Президент України В.Янукович підписав з президентом Росії Дмитром Медведєвим «Угоду між Україною і Російською Федерацією з питань перебування Чорноморського флоту Російської Федерації на території України», згідно з якою продовжується термін перебування Чорноморського флоту Росії в Севастополі на 25 років, до 2042 року. Це стало своєрідною «ціною» підписання Доповнення до газового контракту від 19 січня 2009 року між ВАТ «Газпром» та НАК «Нафтогаз України» (який був укладений Прем'єр-міністрами двох держав Ю. Тимошенко та В. Путіним у Москві), котре скасовує пункт про штрафні санкції за недобір газу і обумовлює знижку на російський газ для України, яка буде оформлена як зменшення митних зборів. Деякі аналітики розцінили угоду як таку, що суперечить Конституції України. Разом з тим, деякі чільні представники Партії Регіонів, виправдовуючи Януковича, посилаються на різночитання трактувань перехідних положеннях Конституції, вважаючи, що вони стосуються лише заборони на створення нових військових баз. Угода отримала також неоднозначну оцінку в українському суспільстві: її розкритикувала низка місцевих рад, опозиція[недоступне посилання] та екологи. Відбулася серія багатотисячних мітингів. 27 квітня Угоду ратифікували парламенти обох країн.
Стосунки з Європейським і Митним союзами. 12 квітня 2011 року відбувся візит голови уряду Росії Володимира Путіна до Києва. Росія схиляє Україну до вступу до Митного союзу, до якого крім РФ входять Білорусь і Казахстан. Основною поступкою за це має бути зниження ціни на російський газ для України майже наполовину. Янукович висловлюється за зближення країни з Митним союзом країн СНД. "Вважаю, що подальший розвиток стосунків з Митним союзом спиратиметься на нову договірну базу щодо угод про вільну торгівлю, і можлива пакетна угода про співпрацю за формулою «3+1», — заявив він 7 квітня, виступаючи зі щорічним посланням у Верховній Раді.
Прем'єр-міністр Росії Володимир Путін у ході цього візиту не отримав прямої згоди від президента України Віктора Януковича на вступ України до Митного союзу. Про це сказало газеті «КоммерсантЪ-Украина» джерело, ознайомлене з ходом закритої частини їхніх переговорів. «Хоча прогресу в переговорах України з ЄС щодо ЗВТ (зони вільної торгівлі) немає, а на пошук компромісу з деяких питань у нас можуть піти роки, Президент України задекларував таку позицію: Україна інтегрується в Євросоюз, у Митний союз не вступає, а буде дотримуватися заявленої формули 3+1», — сказало джерело.
Угода зі створення зони вільної торгівлі (ЗВТ) між Україною і Європейським Союзом практично готова, залишилися три неврегульовані питання, за якими Київ пропонує компромісний підхід. Про це повідомив 31 травня 2011 року прем'єр-міністр України Микола Азаров на зустрічі з головою МЗС Греції. «Практично угода готова. Залишилися три неврегульовані питання, за якими Україна запропонує компромісний підхід», — сказав він.
29 травня 2013 року в Астані (Республіка Казахстан) в президентському палаці «Акорда» відбулася зустріч Президента України Віктора Януковича, Президента Республіки Білорусь Олександра Лукашенка, Президента Республіки Казахстан Нурсултана Назарбаєва, Президента Киргизької Республіки Алмазбека Атамбаєва та Президента Російської Федерації Володимира Путіна. За результатами зустрічі Віктор Янукович дав доручення Кабінету міністрів України підписати меморандум про надання Україні статусу спостерігача в Євразійській економічній комісії, яка є виконавчим органом Митного союзу, під час саміту СНД в Мінську 31 травня.
31 травня 2013 року у Мінську Прем'єр-міністр України Микола Азаров і голова Євразійської економічної комісії (ЄЕК) Віктор Христенко підписали меморандум про поглиблення взаємодії між ЄЕК і Україною. Меморандум передбачає надання Україні можливості мати представника в ЄЕК і одержати статус спостерігача в Євразійському економічному союзі з 2015 р.
За роки правління Віктора Януковича приватні кредитори видали Україні $40 мільярдів кредитів.
28 — 29 листопада 2013 року на Саміті глав держав у Вільнюсі Президент України Віктор Янукович не підписав Угоду про асоціацію між Україною та Євросоюзом, що викликало бурхливі негативні реакції Заходу та України, додавши ще більших масштабів Євромайдану.
Найважливіші закордонні візити Президента України. Нижче наведені найважливіші закородонні візити Віктора Януковича.

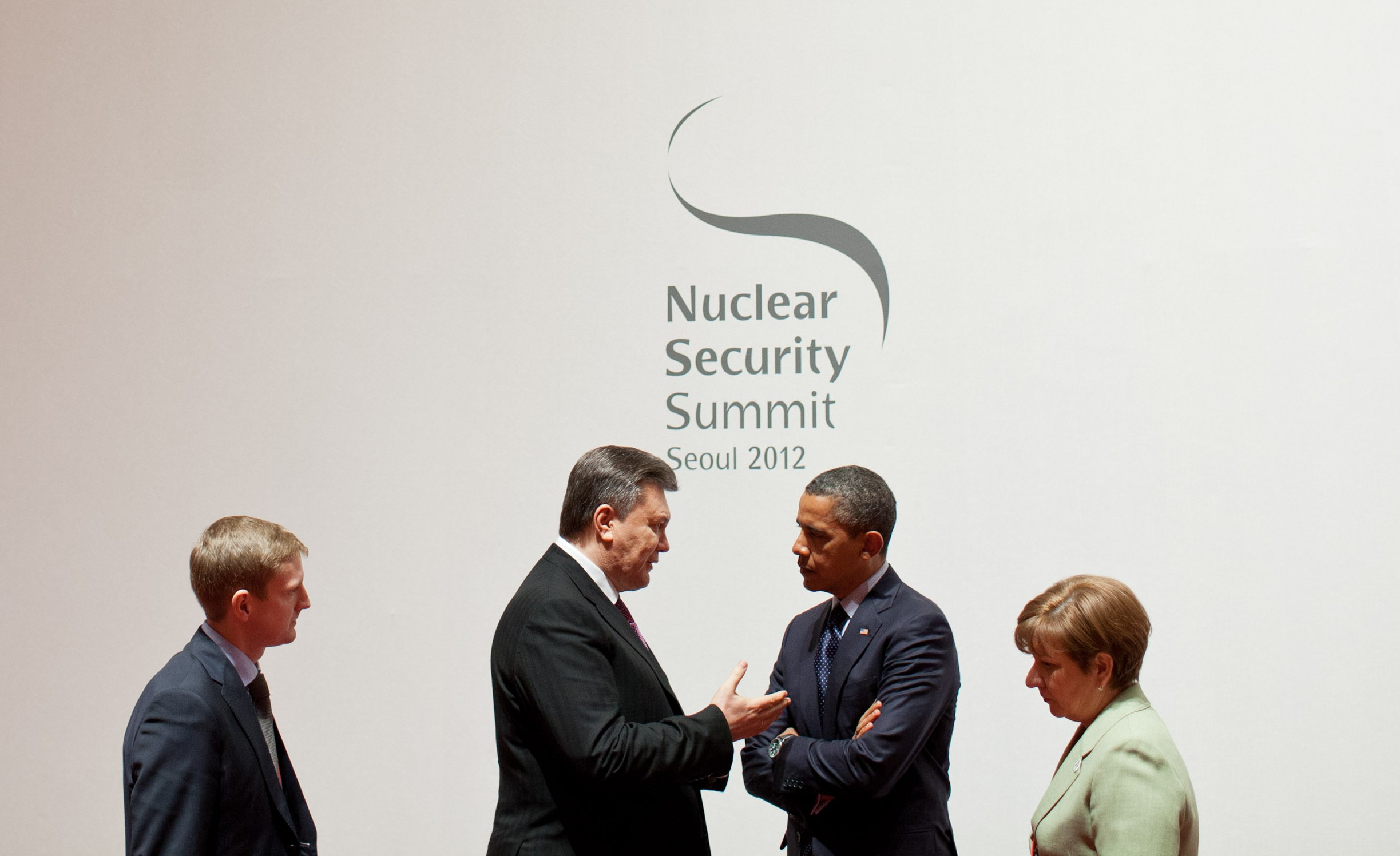
Барак Обама розмовляє з Віктором Януковичем. Саміт з ядерної безпеки, Сеул.

- Вашингтонський саміт з ядерної безпеки, квітень 2010 року.

На саміті з ядерної безпеки, який пройшов у Вашингтоні на початку квітня 2010 року, взяв на Україну зобов'язання позбутися до 2012 року усіх запасів високозбагаченого урану, який використовується в країні виключно у наукових цілях, чим зробив велику послугу президентові США Бараку Обамі, адже ця обіцянка стала чи не єдиним вагомим досягненням Обами на шляху ядерної безпеки на саміті.
- Візит у ПАРЄ, квітень 2010 року

27 квітня, під час візиту у Страсбург, заявив у ПАРЄ, що Голодомор в Україні 1932-33 років визнавати як факт геноциду щодо того чи іншого народу буде неправильно, несправедливо:
|  | Це були наслідки сталінського тоталітарного режиму, ставлення до людей ... Але визнавати Голодомор як факт геноциду щодо того чи іншого народу, ми вважаємо, буде неправильно, несправедливо. Це була трагедія, спільна трагедія держав, що входили до СРСР |

Тоді ж Янукович заявив, що входження України у Митний союз Білорусі, Казахстану і Росії є неможливим, натомість, створення зони вільної торгівлі з ЄС є одним з національних пріоритетів.
- Візит до Китаю, вересень 2010 року

Президент України Віктор Янукович перебував з офіційним візитом в Китаї з 2 по 5 вересня 2010 року. 2 вересня у присутності глав держав відбулася церемонія підписання 13 двосторонніх документів, серед яких:
 — Основні напрями українсько-китайських відносин (Дорожня карта) на 2010—2012 рр.;
 — Угода між Кабінетом міністрів України і урядом КНР про співпрацю в галузі захисту і карантину рослин;
 — Програма українсько-китайської співпраці в галузі дослідження і використання космічного простору в мирних цілях на 2011—2015 рр.;
 — Протокол між Державною митною службою України і Державною митною адміністрацією КНР про взаємну допомогу в перевірці достовірності задекларованої вартості товарів;
 — Міжурядова угода про надання уряду України безоплатної допомоги;
 — Угода про створення Спільної ділової ради між Торговельно-промисловою палатою України і китайським Комітетом сприяння міжнародній торгівлі та інші.
В.Янукович оцінив вартість інвестпроєктів у рамках підписаних угод на 4 млрд доларів.
- Саміт СНД у Душанбе (3 вересня 2011 року)

Україна не сприймає будь-якого тиску в процесі переговорів щодо перегляду ціни на російський газ. Про це заявив президент Віктор Янукович в Душанбе 3 вересня. «Будь-який тиск в цих питаннях — він для нас принизливий. І ми не дозволимо, щоб так з нами говорили. Коли йдуть переговори, на переговорах все, що завгодно буває, а коли ми виходимо в засоби масової інформації, нам треба дотримуватися чогось», — сказав Янукович.

### Євромайдан
Позиція Януковича під час протистояння в Україні 18–20 лютого 2014.

Станом на 2:16 19 лютого президент України Віктор Янукович вперто відмовився проводити будь-які переговори з лідерами опозиції і бажає лише вигнати протестуючих з вулиць Києва. За повідомленням Віталія Кличка, Янукович не збирається йти на поступки й припиняти протистояння. Зокрема він зазначив, що
|  | Янукович абсолютно неадекватно реагує на ситуацію. Все, про що він говорив - це про те, щоб лідери опозиції закликали людей на Майдані припинити протистояння і скласти зброю |

За словами Арсенія Яценюка, Янукович неодноразово висловлював особисті погрози лідерам опозиції, якщо вони не приберуть людей з вулиці.
20 лютого 2015 року секретар РНБО Олександр Турчинов розповів, що коли він за дорученням керівництва Майдану зустрівся з Януковичем, «він бігав по кабінету, як загнаний звір, кричав погрожував: „Усіх розстріляємо, усіх арештуємо. Я перекрию кордон, нікого не випущу за кордон, усіх знищу“. Хвилин 10-15 істерика була у кабінеті»
. За словами Турчинова Янукович давав накази стріляти в людей на Майдані через Захарченка та Якименка. Крім того у СБУ є матеріали, що високопосадовці з ФСБ Росії повністю їх консультували. Того ж дня Янукович під час інтерв'ю російському телеканалу НТВ заявив: «ніхто Майдан не розігнав зі зброєю, танками, бронітехнікою і так далі, так, як мене до цього підштовхували. Я прагнув до миру, до недопущення кровопролиття. І мені влада ціною крові не потрібна була» Того ж дня було розстріляно велику кількість прихильників Майдану на вулиці Інститутській.

### Усунення з посади

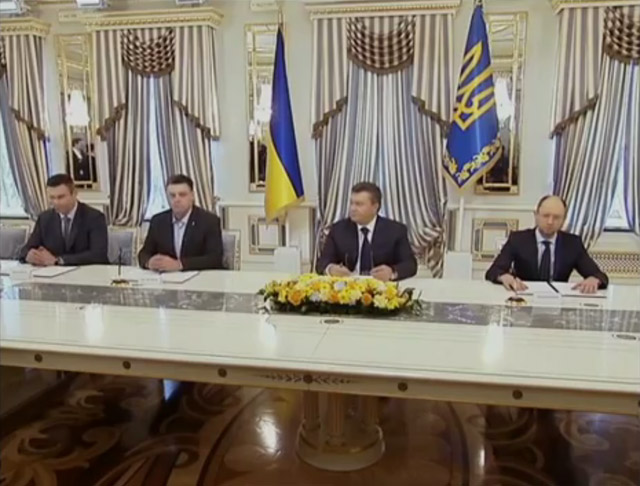
Янукович підписує угоду про фактичну капітуляцію з опозицією 21 лютого 2014

21 лютого 2014 лідери опозиції підписали з Віктором Януковичем угоду щодо врегулювання кризи в Україні. Відповідно до угоди протягом 48 годин з моменту її підписання мала б відновити дію Конституція України редакції 2004 року та сформовано новий коаліційний уряд; до вересня 2014 року — проведена конституційна реформа; до грудня 2014 року — проведені позачергові президентські вибори, прийнято нове виборче законодавство та обрано новий склад ЦВК; проведено розслідування випадків насильства під наглядом Ради Європи; влада та опозиція відмовляються від силових дій. Угоду було засвідчено главами МЗС Польщі та Німеччини, представником МЗС Франції та російським омбудсменом.
Підписання угоди не було сприняте людьми на майдані: демонстранти вимагали від Президента достроково піти у відставку. Зранку 22 лютого Янукович зник з Києва. Того ж дня Верховна Рада України 328-ма голосами народних депутатів підтримала постанову про самоусунення Віктора Януковича з поста Президента України, аргументуючи таке рішення самоусуненням Януковича від виконання своїх конституційних повноважень та обов'язків у неконституційний спосіб, та призначила позачергові вибори Президента України на 25 травня 2014 року.
22 лютого Віктор Янукович записав телезвернення, у якому назвав події 18-20 лютого в Україні державним переворотом, порівнявши їх з приходом нацистів до влади у Німеччині, назвав депутатів, що вийшли з Партії регіонів, зрадниками та заперечив легітимність прийнятих Верховною Радою рішень. Хоча за даними відеоспостереження підготовка Януковича до втечі розпочалась в Межигір'ї 19 лютого, коли між владою та опозицією ще велись переговори. Впродовж трьох днів там збирали й вивозили цінності та антикваріат. 21 лютого в 21:24 Янукович особисто проконтролював вивіз речей і покинув Межигір'я, очевидно не плануючи туди повертатись. Відправлення вантажних автомобілів з Межигір'я завершилось о 4 годині ранку 22 лютого
23 лютого 2014 року фракція Партії регіонів оприлюднила свою заяву, в якій усю відповідальність за ситуацію в Україні поклала на президента Віктора Януковича та його найближче оточення:
| «Ми, фракція Партії Регіонів у Верховній Раді України і наші однопартійці, рішуче засуджуємо злочинні накази, що призвели до людських жертв, до порожньої скарбниці, величезних боргів, ганьби в очах українського народу і всього світу, в результаті чого наша країна опинилася на краю прірви, загрози розколу і втрати національного суверенітету»[81] |
25 лютого 2014 року Генеральний прокурор України Олег Махніцький повідомив, що Віктора Януковича оголошено у розшук за підозрою у масових вбивствах людей з обтяжливими обставинами відповідно до частини 2 статті 115 Кримінального кодексу. Від 22 лютого місце перебування Януковича лишається невідомим: з'являлися повідомлення, що Президент знаходився у Харкові, Донецьку або Криму.
27 лютого з'явилась інформація, що Янукович перебуває на території Росії, куди дістався морем разом зі своїм сином Віктором. Російські ЗМІ оприлюднили звернення Януковича до українського народу, у якому знову зазначив, що є легітимним Президентом України, назвав рішення Верховної Ради незаконними та попросив владу Росії забезпечити йому особисту безпеку. Влада Росії повідомила, що прохання про забезпечення особистої безпеки «було задоволено на території РФ». Колишній радник Януковича Ганна Герман назвала публікацію такої заяви фейком.
У березня 2015 року у фільмі «Шлях на Батьківщину» розповідаючи про анексію Криму, Путін розповів, що в ніч на 23 лютого 2014 року він провів нараду з керівниками спецслужб і міністерства оборони, на якому «поставив перед ними завдання врятувати життя президента України». Він заявив, що російські спецслужби готові були «вийняти» Віктора Януковича «прямо з Донецька, по суші, морю і з повітря». Путін сказав, що «для порятунку президента України силовики хотіли використати великокаліберні кулемети, щоб довго не розмовляти.» До 7 ранку операцію було закінчено.

#### Законність та конституційність усунення Януковича
За даними відеоспостереження підготовка Януковича до втечі розпочалась в Межигір'ї 19 лютого, коли між владою та опозицією ще велись переговори і не ставилося питання щодо його відставки. Статтями Конституції та будь-яким іншим законами не передбачено процедуру відставки президента у випадку його самовільного незаконного самоусунення від виконання обов'язків президента та зникнення шляхом втечі з країни. Противники усунення Віктора Януковича від влади також не беруть до уваги закріплене міжнародним та національним законодавством багатьох країн, включаючи Україну, право на повстання у випадку, якщо сама влада порушує закони, законні права громадян і стає тиранічною, що мало місце в діяльності Януковича на посту президента України.
Пізніше президент Білорусі Олександр Лукашенко заявив, що вважає легітимним призначення Олександра Турчинова в.о. президента України.
21 жовтня 2014 року Президент України Петро Порошенко підписав закон, який даватиме можливість провести суд над Віктором Януковичем.
19 січня 2015 року за клопотанням генеральної прокуратури Печерський районний суд ухвалив рішення про арешт Януковича, що дає змогу вимагати його екстрадиції з Росії.
4 лютого 2015 року Верховна Рада 281 голосом позбавила Януковича звання Президента України.
10 лютого Генеральний прокурор Росії Ю. Чайка у відповідь на український запит про арешт і видачу Януковича і його оточення заявив, що його Україні не передадуть.

#### Позбавлення звання Президента України
4 лютого 2015 року Янукович символічно був позбавлений звання Президента України (яке залишається за колишніми Президентами України). За відповідний законопроєкт № 1883 проголосував 281 народний депутат, в тому числі 12 депутатів з «Опозиційного блоку». Проти такого рішення проголосував лише Добкін Михайло Маркович.
Петро Порошенко після підписання закону направив подання до Конституційного Суду України про визнання цього закону неконституційним, пояснивши це тим, що Конституція передбачає можливість позбавлення звання Президента лише у випадку імпічменту. Порошенко Петро Олексійович у своєму звернені зазначив:
|  | Оскільки закон, конституційність якого оспорюється, не має нормативного характеру, Верховна Рада, прийнявши його, діяла всупереч нормам Конституції України, а отже, це суперечить ч. 2 ст. 19 КУ, яка зобов'язує парламент діяти на підставі і в межах повноважень і способом, передбаченим КУ, у зв'язку з цим прошу визнати закон України "Про позбавлення Януковича звання президента України" від 4 лютого 2015 року таким, що не відповідає Конституції України, тобто неконституційним |

Голова комітету Держдуми Російської Федерації з міжнародних справ Олексій Пушков заявив, що це звернення є підтвердженням факту державного перевороту в Україні. Політолог Володимир Фесенко коментуючи цей випадок сказав, що Порошенко спочатку підписав цей закон, бо не хотів виглядати посібником Януковича, але потім, коли юристи розібралися, що закон дійсно не відповідає Конституції, був змушений звернутися до КС з даним проханням .

#### Заклики до війни
Перебуваючи в Росії, Янукович попросив президента РФ Володимира Путіна застосувати свої війська для «відновлення законності» в Україні. Відповідну заяву Януковича від 1 березня 2014 року зачитав представник Росії Віталій Чуркін на засіданні Ради безпеки ООН у понеділок 3 березня 2014. Президент Росії отримав таке звернення колишнього президента України Віктора Януковича:
Як законно обраний президент України заявляю: події на Майдані, незаконне захоплення влади призвели до того, що Україна опинилася на порозі громадянської війни. У країні панують хаос і анархія. Життя, безпека і права людей, особливо на Південному Сході і в Криму під загрозою.
Під впливом західних країн здійснюється відкритий терор і насильство, люди переслідуються за політичними і мовними ознаками.

У цьому зв'язку звертаюся до президента Росії Володимира Володимировича Путіна з проханням використовувати збройні сили Російської Федерації для відновлення законності, миру, правопорядку, стабільності та захисту населення України.
23 червня 2015 року дав інтерв'ю телеканалу ВВС, під час якого заявив, що території «ЛНР» та «ДНР» повинні залишатися у складі України і закликав Європу й США змусити Київ сісти за стіл переговорів з «представниками Донбасу» та постійно підтримувати з ними зв'язок, а АТО назвав «геноцидом населення Донбасу». Крім того, він заявив, що хоче повернутися в Україну, яку у нього «забрали», а у розстрілі протестувальників 2014 року звинуватив прихильників Майдану, яких звинуватив і у втраті Криму.
24 жовтня 2018 року адвокат Януковича Олександр Горошинський заявляв, що в матеріалах кримінальної справи немає оригіналу листа Януковича до Путіна з проханням ввести до України російські війська, і одночасно послався на ще один лист з матеріалів справи, де Янукович просить не про військову агресію, а про «поліцейську місію».